# TIP OFF! シーホース
『TIP OFF! シーホース』（ティップオフしーほーす）は、2018年10月6日から東海テレビで放送されている B.LEAGUEシーホース三河の応援番組。　2020年6月20日より新型コロナウイルス感染症の流行によるリーグ戦、プレーオフ打ち切りの影響により中断していたが。9月5日より再開した。
中断中はLocipoで特別編が配信されていた。

## 放送時間
- 土曜 11:40- 11:45 （2018年10月6日 - ）

## 出演者

### レギュラー出演者
- シーホース三河の選手 - タイトルコール。
- 篠田愛純（東海テレビアナウンサー、2024年6月1日 －） - ナレーション。

## 主な番組の流れ
- タイトルコール
- 試合結果・シーホースの動きなど
- 籠式（かごしき）　バスケットボール用語を解説するコーナー
- 次週の予定
- エンディング

## 過去の出演者
- 柴田美奈（東海テレビアナウンサー、開始 －2021年3月27日） - ナレーション。
- 速水里彩（東海テレビアナウンサー・2021年4月3日‐ 2024年5月25日）- 2代目ナレーション